# Craigellachie (distillerie)
Pour les articles homonymes, voir Craigellachie.
Craigellachie est une distillerie de whisky située dans le village de Craigellachie dans le Speyside, en Écosse.

## Histoire
La distillerie fut construite en 1891 par la société Craigellachie-Glenlivet Distillery Company. En 1916 elle fut reprise par Mackie & Company Distillers Ltd., les propriétaires de la marque White Horse. En 1927 White Horse Distillers fut reprise par Distillers Company Limited (DCL) et, en 1930, Craigellachie devint la propriété de la société Scottish Malt Distillers (SMD).
En 1964 la distillerie fut rénovée et le nombre de Stills passa de deux à quatre.
En 1987 Craigellachie fut vendue à la société United Distillers & Vintners (UDV), qui l'a revendue à Bacardi en 1998, en même temps que la "blending company" John Dewar & Sons et les distilleries Aberfeldy, Royal Brackla et Aultmore.

## Embouteillage officiel

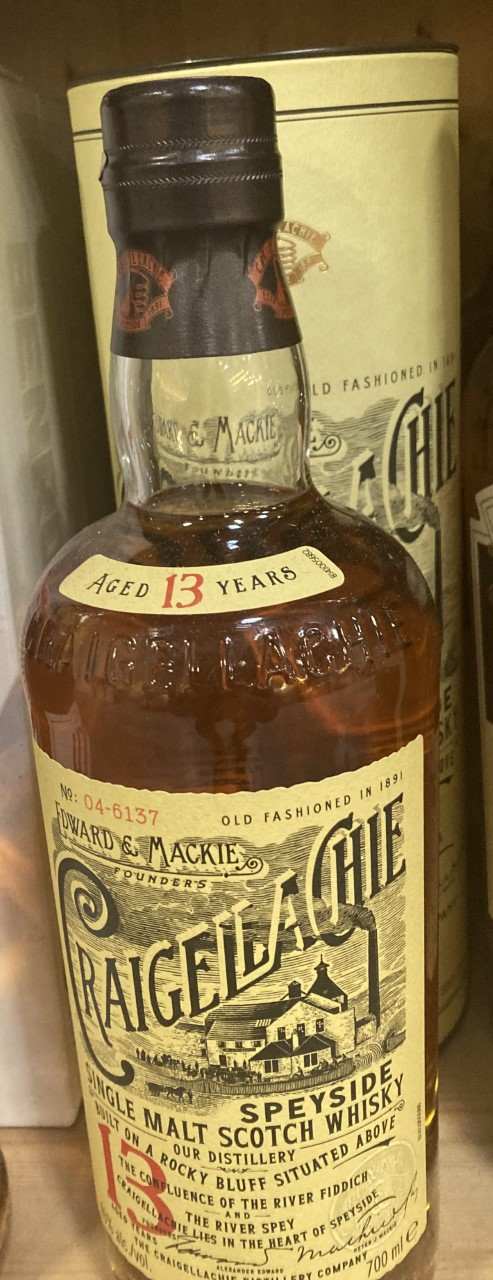
Bouteille de Craigellachie 13 ans d'âge.

- Craigellachie 1989 43 %
- Craigellachie Single Malt
- Scotch 14ans 40 %
- Craigellachie 1988
- Connoisseur's Choice 40 %*